# Pelagopenaeus
Pelagopenaeus is een geslacht van kreeftachtigen uit de klasse van de Malacostraca (hogere kreeftachtigen).

## Soort
- Pelagopenaeus balboae (Faxon, 1893)